# William Hammond (Radsportler)
William Robert „Bill“ Hammond (* 2. Juli 1886 in Eastbourne; † 13. Januar 1960 in Coventry) war ein britischer Radrennfahrer.

## Sportliche Laufbahn
William Hammond nahm an den Olympischen Sommerspielen 1912 in Stockholm teil. Im Einzelzeitfahren belegte er den 22. Platz. Zusammen mit Freddie Grubb, Leon Meredith und Charles Moss gewann Hammond mit dem englischen Team die Silbermedaille in der Mannschaftswertung.
Ein Jahr später konnte er einen vier Jahre alten Rekord von A. G. Norman brechen, als er die Strecke von London nach Dover und wieder zurück (229 Kilometer) in 8:01:35 Stunden fuhr. Sein Rekord bestand bis 1927.